# Đô hộ phủ
Đô hộ phủ (chữ Hán: 都護府) là các cơ quan quản lý các khu vực biên giới của một số triều đại phong kiến ở Trung Quốc. Nhà Đinh và nhà Trần ở An Nam thời kỳ tự chủ cũng đặt những chức quan phỏng theo thời Đường có chữ "đô hộ phủ".

## Trung Quốc
Nhà Hán từng đặt ra Tây Vực đô hộ phủ (西域都護府), nhưng không bố trí lâu dài. Đến nhà Đường, đô hộ phủ trở thành cơ quan chính thức. Đã có 6 đô hộ phủ, gồm:
- An Tây đô hộ phủ (安西都護府): được lập ra vào năm 640 tại Cao Xương (Thổ Lỗ Phan) để cai quản khu vực phía nam dãy núi Thiên Sơn là con đường tơ lụa phía nam (Thiên Sơn nam lộ), phòng bị Đột Quyết và Thổ Phồn. Năm 648 chuyển tới Quy Tư. Năm 790 bị người Thổ Phồn đánh chiếm.
- An Đông đô hộ phủ (安東都護府): được lập ra vào năm 668 để cai trị Cao Câu Ly và Bách Tế.
- An Bắc đô hộ phủ (安北都護府): được lập ra vào năm 647 để phòng bị các thế lực từ vùng Ngoại Mông Cổ.
- An Nam đô hộ phủ (安南都護府): được lập ra vào năm 679 để cai trị Giao Châu và phòng bị các thế lực từ phía Nam. Tiền thân là Giao Châu đại tổng quản phủ, lập năm 622. Các năm 860, 863 bị Nam Chiếu chiếm đóng.
- Bắc Đình đô hộ phủ (北庭都護府): được lập ra vào năm 702 tại Đình Châu để phòng bị khu vực Tân Cương ngày nay (Thiên Sơn bắc lộ). Năm 790 bị người Thổ Phồn đánh chiếm.
- Thiền Vu đô hộ phủ (單于都護府): được lập ra vào năm 650 sau khi bình định được thế lực Đột Quyết, cai quản khu vực Nội Mông Cổ ngày nay, năm 663 đổi thành Vân Trung đô hộ phủ, năm 664 đổi lại tên cũ.

Đến thời nhà Tống lập ra 1 đô hộ phủ duy nhất đó là:
- Lũng Hữu đô hộ phủ (隴右都護府): được thành lập vào năm 1104 sau khi chiếm đóng các lãnh thổ cũ của Tông Khách.[2][3]

## Việt Nam
Nhà Đinh đặt ra chức Đô hộ phủ sĩ sư (phong cho Lưu Cơ) chịu trách nhiệm về các hình sự của cả nước Đại Cồ Việt. "Đô hộ phủ" thời Đinh mang nghĩa cả nước Đại Cồ Việt, tức là phỏng theo cách gọi của nhà Đường.
Cuối thời Nhà Trần, Hồ Quý Ly thao túng triều đình, đổi gọi Thăng Long là Đông Đô và đặt Thanh Hóa làm Tây Đô. Khu vực quanh Đông Đô được gọi là Đô hộ phủ. Năm 1397, Phủ đô hộ Đông Đô được giao cho Phó tướng Hồ Hán Thương quản lý công việc quân sự. Như vậy khác với thời Đinh, "Đô hộ phủ" cuối thời Trần chỉ mang nghĩa vùng quanh Đông Đô.